# Bihzad
Kamal-ad-Din Bihzad (persa: کمال‌الدین بهزاد), més conegut senzillament com a Bihzad (nascut entre 1450 i 1460- mort vers 1535) fou el més important dels miniaturistes perses.
Fou el cap dels tallers reials a Herat i Tabriz al final del període timúrida i inici del període safàvida. Va viure a Herat on va treballar habitualment sota els timúrides, per anar a Tabriz sota els safàvides. Era orfe i fou criat pel gran pintor Mirak Naqqash i va tenir també la protecció de Mir Ali Shir Nava'i; però el seu gran patró fou el sultà timúrida Husayn Baykara (1469-1506). Al començament del segle xvi fou contractat per Ismail I. Va morir i fou enterrat a Tabriz.

## Miniatures

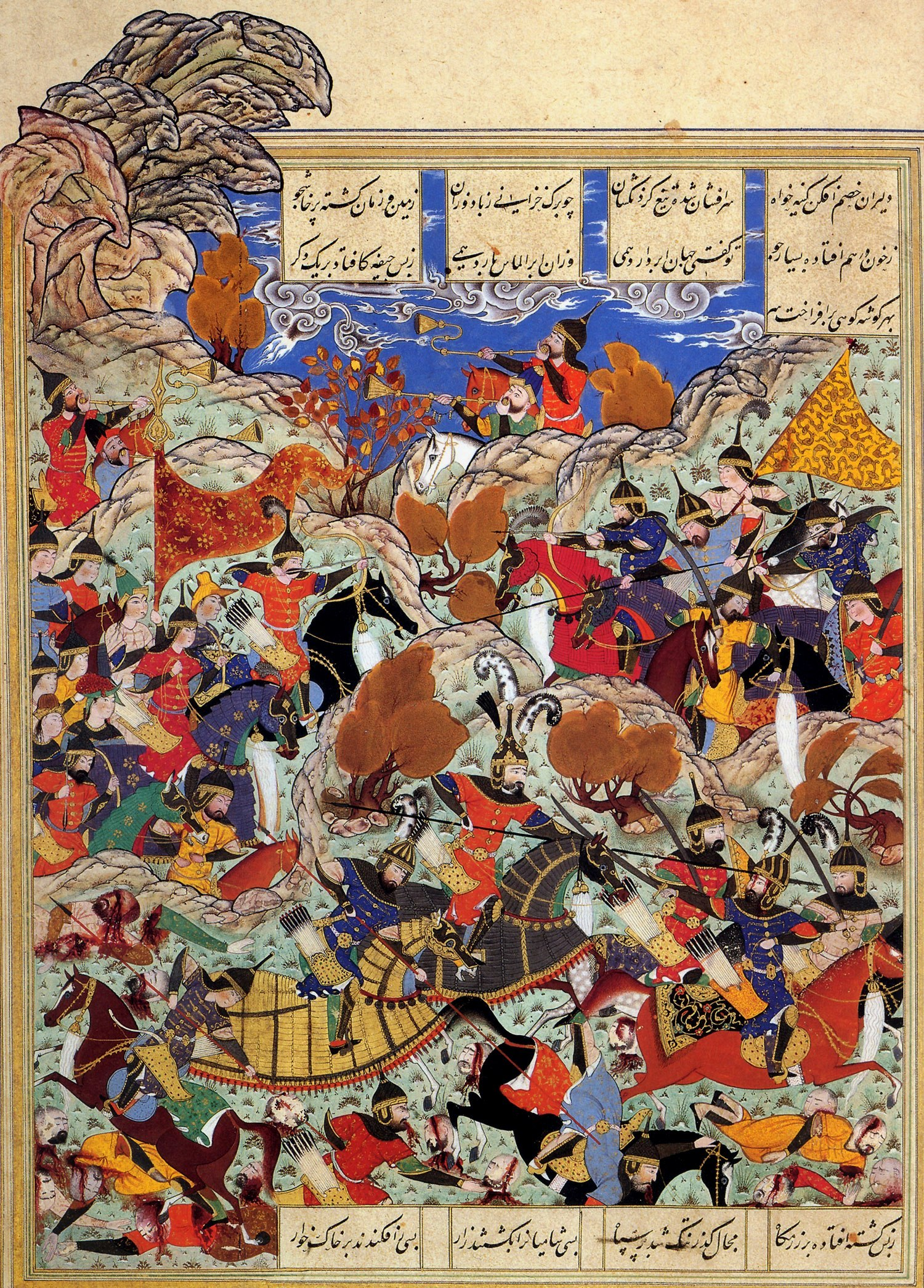
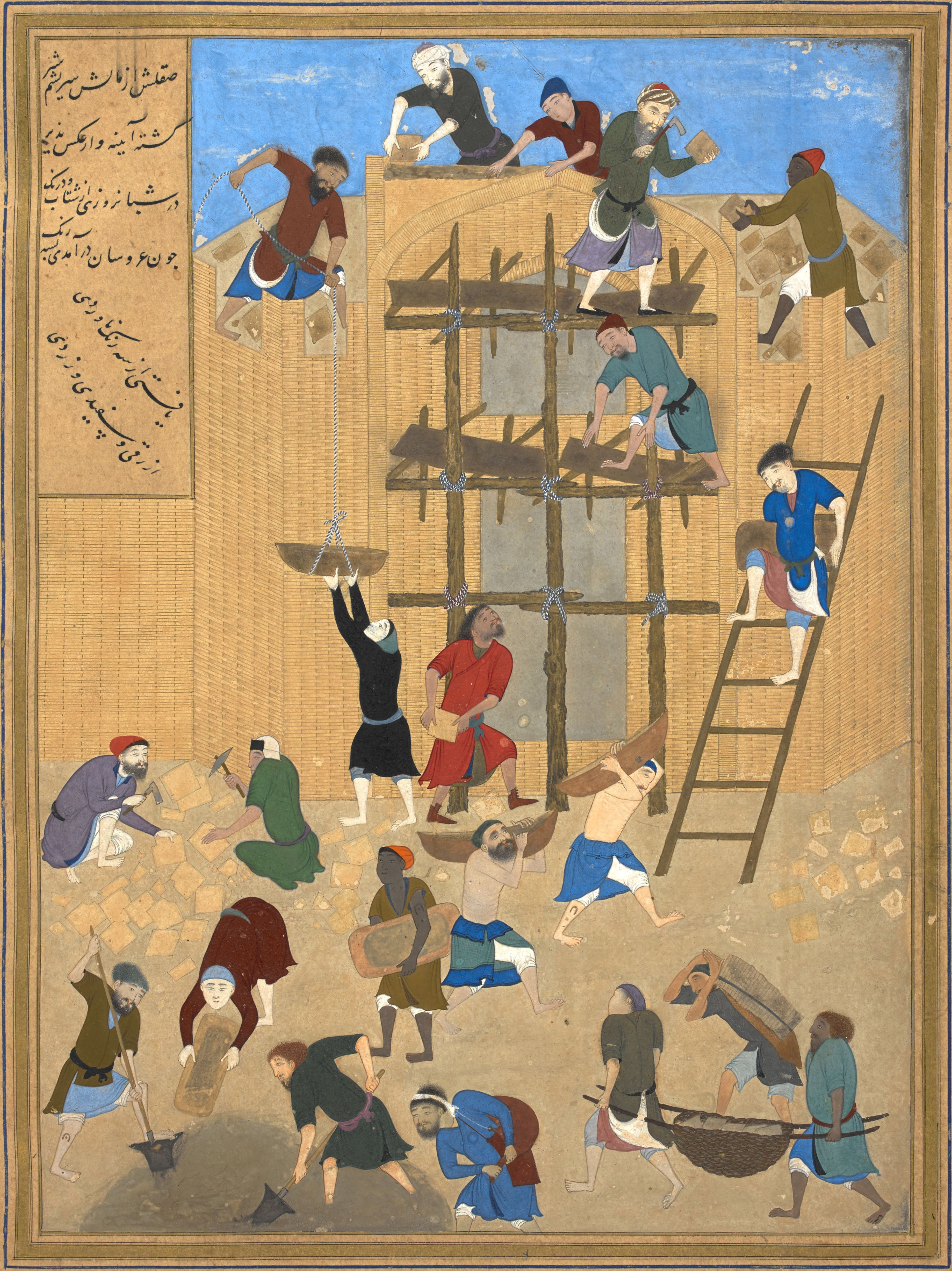